# Canariens
Pour les articles homonymes, voir Canarien.
Les Canariens sont les habitants des Îles Canaries.

## Ethnonymie
Les Canariens portaient des noms divers selon l'île qu'ils habitaient ; les plus remarquables furent les Guanches, peuple du Tenerife, parce qu'ils étaient beaucoup plus avancés dans la civilisation que les autres insulaires.
En espagnol : Canarios.

## Ethnographie et génétique
Les Canariens du XXIe siècle sont principalement issus d'un mélange entre des colons espagnols et le peuple autochtone des Guanches.
Une étude génétique publiée dans Current Biology en 2017 indique que les Guanches pèsent à hauteur de 16 à 31% (selon les îles ou communautés) des ancêtres des Canariens modernes.
Une étude génétique de Guillen-Guio et al. 2018 a séquencé  le génome de plus de 400 individus originaires des sept îles principales et a déterminé les proportions suivantes du génome originaire d'Afrique du Nord et d'Afrique sub-saharienne. L'ascendance d'Afrique du Nord varie de 14,9 à 29,9 %  et l'ascendance d'Afrique subsaharienne atteint 9,2 % au maximum.
|                | Afrique du Nord | Afrique du Nord | Afrique du Nord | Afrique subsaharienne | Afrique subsaharienne | Afrique subsaharienne |
| -------------- | --------------- | --------------- | --------------- | --------------------- | --------------------- | --------------------- |
|                | Min.            | Moyenne         | Max.            | Min.                  | Moyenne               | Max.                  |
| Fuerte ventura | 0.218           | 0.255           | 0.296           | 0.011                 | 0.027                 | 0.046                 |
| Lanzarote      | 0.214           | 0.254           | 0.296           | 0.014                 | 0.032                 | 0.057                 |
| Gran Canaria   | 0.155           | 0.200           | 0.264           | 0.005                 | 0.032                 | 0.082                 |
| Tenerife       | 0.149           | 0.208           | 0.255           | 0.002                 | 0.015                 | 0.057                 |
| La Gomera      | 0.160           | 0.221           | 0.289           | 0.013                 | 0.048                 | 0.092                 |
| La Palma       | 0.170           | 0.200           | 0.245           | 0.000                 | 0.013                 | 0.032                 |
| El Hierro      | 0.192           | 0.246           | 0.299           | 0.005                 | 0.020                 | 0.032                 |

## Histoire

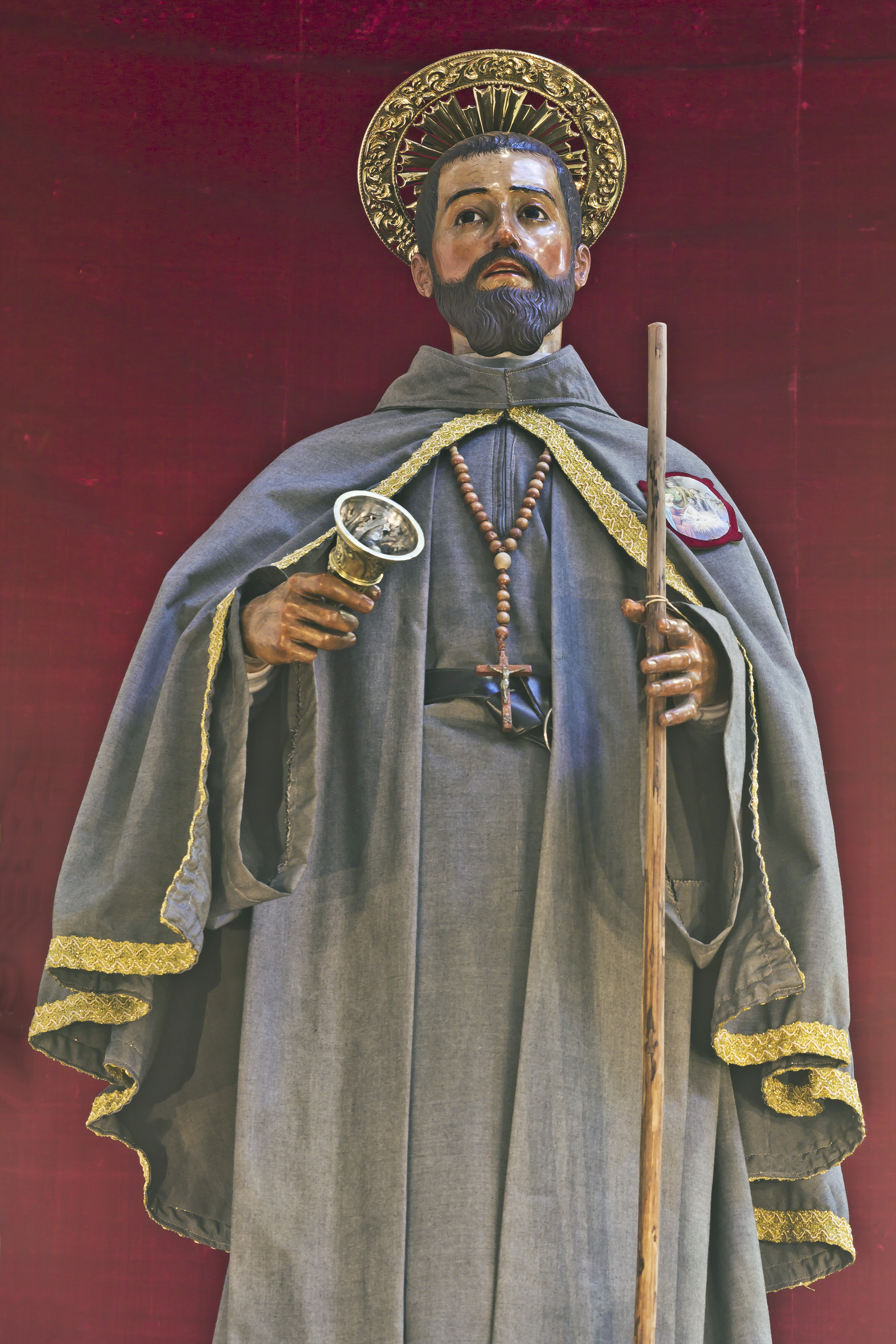
Saint Pedro de San José Betancur, le premier saint natif des îles Canaries.

Des momies ont fait comprendre que les premiers Canariens étaient en général de haute taille ; que leurs cheveux, lisses, fins et unis comme ceux des blancs, châtains ou même blonds, n'avaient aucun rapport avec la toison noire et crépue des noirs, leurs voisins. Aussi, la cavité humérale de l'olécrane y demeurait ouverte dans le squelette comme elle l'est chez quelques hommes des environs du Cap.
Béthencourt et Gadifer de La Salle trouvèrent l'archipel habité. Une ethnie d'hommes particulière, peut-être autochtone ou dernier reste des Atlantes, en était de temps immémorial en possession. Les Canariens se regardaient comme fils de leur terre ; ils n'avaient pas la moindre idée du reste de l'univers et vivaient assez heureux dans une sorte de civilisation qui tenait beaucoup de celle des peuples de la plus haute antiquité.
Les habitants des sept Canaries avaient peu de rapport entre eux et ne connaissant guère la navigation, ils ne passaient que par accident d'une île à l'autre, de sorte qu'ils ne communiquèrent jamais avec le continent voisin. De cet isolement était résulté entre eux de grandes différences dans le langage. Cependant on reconnaît une source commune dans tout ce qui en est resté, beaucoup de mots y sont de racine arabique, ou dérivent de ceux des langues réputées primitives.